# Bagno comunale di Firenze
Il Bagno comunale è un edificio situato in via Sant'Agostino 8 a Firenze, nel tratto compreso tra piazza Santo Spirito e via Maffia. Realizzato ai primi del Novecento come complesso di bagni e docce pubblici, oggi è gestito dalla Fratellanza Militare di Firenze, che tuttora destina una parte dell'edificio all'antica funzione.

## Storia
La costruzione di un "Bagno Comunale nel Quartiere di Oltrarno", inteso come 'Bagno popolare d'aspersione' (cioè con docce), fu approvata con deliberazioni consiliari del 4 giugno e dell'8 settembre 1908. A un primo progetto - a un solo piano rialzato, perfettamente simmetrico nella composizione con un ampio corpo centrale leggermente più avanzato e due ali - fece seguito una seconda soluzione progettuale che prevedeva un ulteriore corpo di fabbrica esteso sul retro dell'ala destra destinato all'alloggiamento della caldaia, e un più compatto trattamento del fronte, con meno partizioni e aperture e con una maggiore enfasi nel disegno dell'entrata. A tale secondo progetto seguì una terza e ultima redazione che manteneva la simmetria della facciata mentre l'impianto si ampliava sul retro dell'ala destra destinata ai bagni per le donne.
La realizzazione, prevista lungo la via Sant'Agostino, rendeva necessari gli espropri di alcuni stabili confinanti con una proprietà comunale preesistente, posta in diretta comunicazione con le scuole comunali di via Maffia; la demolizione di tali stabili, di proprietà Cappuccini, Marinai, Orlandi e Fagnoni fu deliberata il 12 settembre 1909 e affidata, al pari dei lavori di costruzione del nuovo bagno, alla Cooperativa popolare muratori, manovali e sterratori. Le demolizioni vennero concluse nel dicembre del 1909 e il 30 giugno 1911 risulta terminato il nuovo edificio, collaudato dall'ingegnere Giovanni Bellincioni nel settembre dello stesso anno.
La spesa totale della costruzione, prevista di lire 29 499,42, ascese a lire 31 585,87 di cui 1 374,75 alla Cooperativa Popolare, 816,77 alla ditta Bernieri Gino, 270,06 alla ditta Fratelli Ridi, 179,90 alla Società per impianti e forniture elettriche, 123,97 alla ditta Cardini Giuseppe e 28 820,42 alla ditta Koerting che realizzò l'impianto di riscaldamento e ventilazione.
Tra il 1982 e il 1983, data la notevole altezza dei locali, è stata effettuata una completa ristrutturazione interna dell'edificio che ha portato alla creazione ex novo di un piano primo e alla separazione definitiva dell'ala destra, anch'essa totalmente rimaneggiata per uso di un'associazione di pubblica assistenza.

## Descrizione

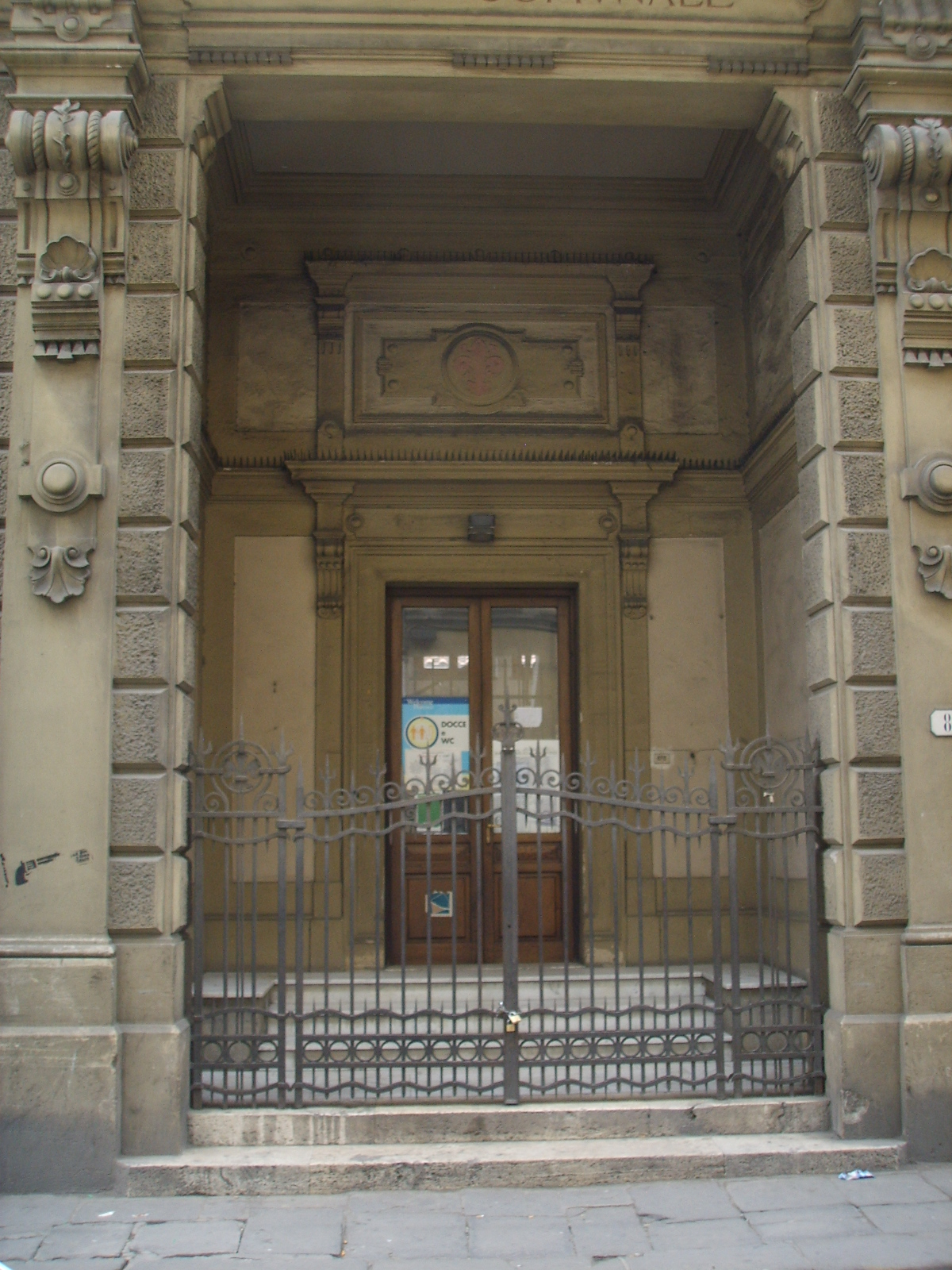
L'ingresso

L'edificio sorge nel popoloso quartiere di Santo Spirito; la costruzione venne quindi inserita senza soluzioni di continuità nel fitto tessuto dell'edilizia storica del quartiere, contigua a edifici religiosi e residenziali e intimamente collegata alla vita del quartiere stesso: oltre ai normali orari di apertura quotidiani, il bagno pubblico rimane infatti aperto anche in occasione di manifestazioni serali in piazza Santo Spirito per consentire l'uso dei servizi igienici.
A un solo piano rialzato, il bagno pubblico comunale prospetta sulla via Sant'Agostino con una facciata piuttosto sviluppata in lunghezza, segnata al centro da un ampio fornice d'ingresso rettangolare e perfettamente simmetrica nelle dimensioni e nel trattamento delle due ali.
Nella lunga compagine degli affacci sulla strada, la qualificazione e il decoro dell'edificio sono affidati a numerosi e massicci inserti in pietra che costituiscono l'alta zoccolatura di base, le pesanti incorniciature delle finestre, la trabeazione e l'attico di coronamento del fornice d'ingresso. Bugne rustiche poste in verticale rafforzano inoltre gli spigoli dell'ingresso, segnano i confini della costruzione e spartiscono ciascuna delle due ali in due distinti settori inquadrando le specchiature di mattoni faccia a vista.
Nel complesso, la facciata rivela una tarda derivazione secessionista, particolarmente amplificata nel disegno del fornice centrale che appare affiancato da due corpose mensole a riccio nella parte superiore delle lesene di sostegno del tratto di trabeazione aggettante, nel cui fregio un cartiglio reca la scritta Bagno Comunale (oggi coperta, ma visibile fino al 2020), e coronato infine da un attico, ai lati del quale si prolungano le metope poste a mo' di capitelli sopra i mensoloni stessi.

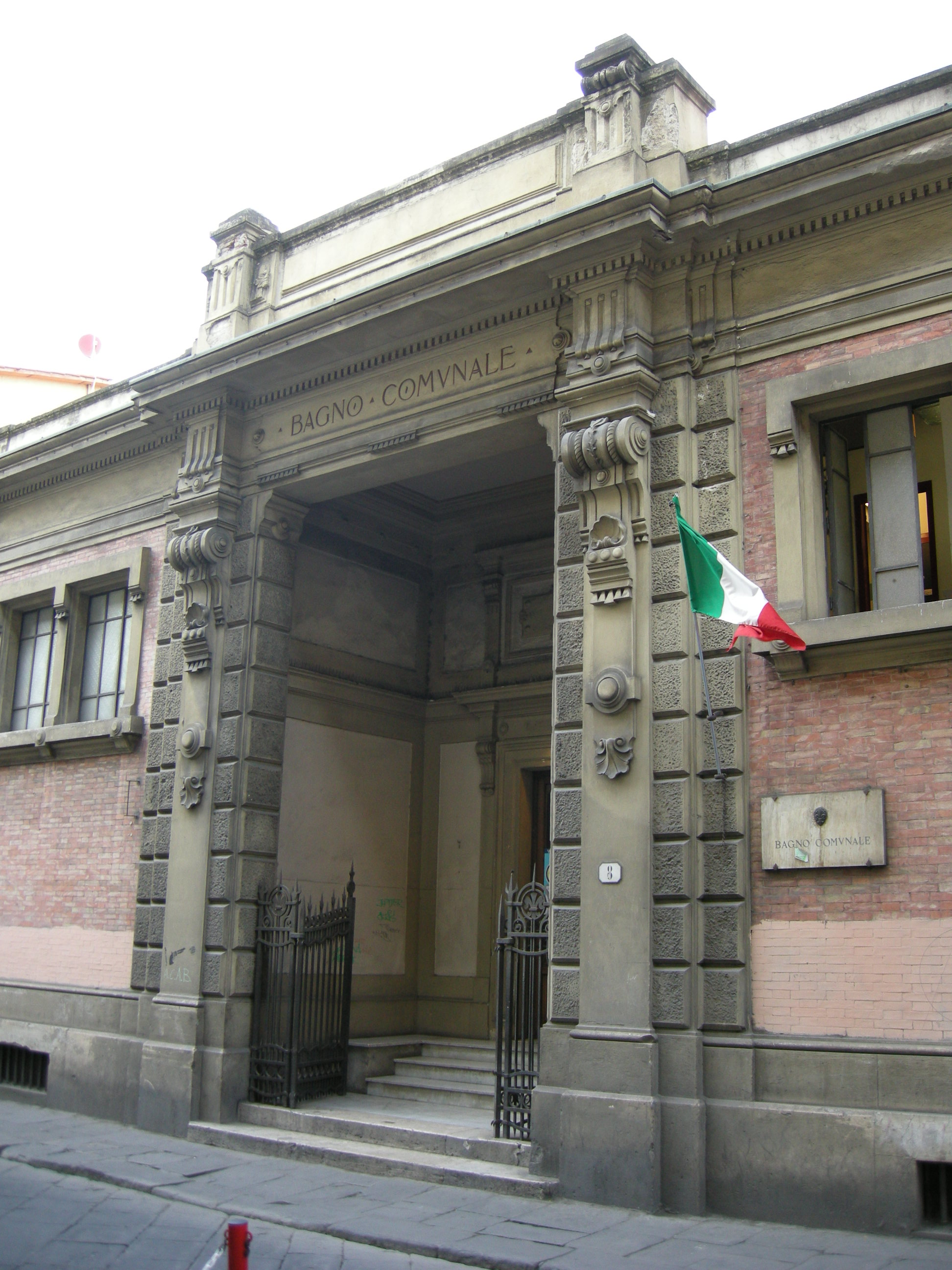
Ingresso

Chiuso da una cancellata in ferro battuto, il fornice immette in un piccolo atrio rettangolare, sorta di spazio-diaframma tra esterno e interno, sulle cui pareti si prolungano le fasce in pietra a inquadramento delle specchiature a intonaco e che sulla parete di fondo si modellano in una robusta incorniciatura della porta d'ingresso, preceduta da una breve scalinata rettilinea in marmo e sovrastata del giglio fiorentino.
A esclusione dell'infisso in legno e vetri della porta d'ingresso, all'interno più nulla rimane della costruzione originaria: il rifacimento operato negli anni tra il 1982 e il 1983 ha portato alla completa ridistribuzione dei locali, alla scomparsa di tutte le finiture originali e all'accecamento interno delle finestre di facciata.
La notevole altezza dei locali (5,23 metri), ha consentito infatti la creazione di un primo piano, collegato tramite una scala interna a tre rampe addossata sulla parete di fondo del vestibolo.
Al piano terreno il settore di sinistra, in origine destinato a bagni per gli uomini, è stato nella prima parte adattato a gabinetti mentre la sala sul fondo è destinata al personale di servizio e affaccia con una porta finestra sul non vasto cortile posteriore. Al primo piano, il pianerottolo di arrivo della scala in marmo disimpegna le due ali, quella destra per gli uomini e quella sinistra per le donne, ciascuna delle quali divisa in cabine doccia e bagni posti ai lati del corridoio centrale.
L'ala destra, in origine destinata ai bagni per le donne ed accessibile anche dal vestibolo, è stata definitivamente separata e ha subito anch'essa un completo rifacimento interno; è occupata dalla Fratellanza Militare che si avvaleva come entrata della porticina già di servizio aperta sulla stessa via Sant'Agostino.
Sul cortile retrostante, destinato a parcheggio riservato carrabile tramite un accesso su via Maffia, sorge inoltre un piccolo annesso a un solo piano, anch'esso in uso alla associazione di pubblica assistenza.